# Емил Басат
Емил Аврамов Басат е български културен журналист и литературен критик от еврейски произход.

## Житейски път
Роден е на 26 април 1949 г. в София. Завършва българска филология в Софийския университет. От 60-те години на 20 век сътрудничи на редица културни издания с рецензии за книги, портрети на чуждестранни българисти, преводачи, художници, писатели. Публикува във вестниците „Народна младеж“, „Литературен форум“, „Култура“, „АБВ“, в списанията „Посоки“, „Панорама“, „Кръгозор“, „Литературна мисъл“, в Националното радио. Работи в Националната телевизия, редакция „Вътрешна информация“, в. „Еврейски вести“, където завежда културния отдел, УИ „Св. Кл. Охридски“ и като отговорен редактор на в. „Свободна книга“. Пет години работи в Министерството на културата, в „Националния център за музеи, галерии и изобразителни изкуства“, където отговаря за галерия „Боянска църква“, организира над 200 изложби. От 1984 г. започва да сътрудничи и на в. „Софийски новини“ („Sofia News“), издание на Агенция „София прес“, на 6 езика. От 2000 г. работи в издателство „Слово“ (Велико Търново) – връзки с обществеността.

## Творческа дейност
От 1984 г. Емил Басат прави портрети-анкети на най-известните ни български преводачи от по-старото поколение.
През 1995 г. в Университетско издателство „Св. Климент Охридски“ в съавторство с доц. Величко Тодоров излиза книгата „Чешки триптих. Образи на българската литература в профил и анфас“.
През 2007 г. в новооснованото издателство „Райндал“ излиза първата му самостоятелна книга „Преводът – лица и маски“, в която представя в портрети-анкети Тодор Нейков, проф. Цеко Торбов, Валентина Топузова-Торбова, Петър Драгоев, Надежда Лекарска, Нели Гуревич, Нели Доспевска, Лилия Сталева, Стефан Гечев, Никола Иванов и Кръстан Дянков.
През 2010 г. в издателство „Панорама“ излиза негова втора книга с портрети-анкети на преводачи „Преводът – лица и маски“, в която са представени Александър Шурбанов, Пенка Кънева, Жени Божилова, Лоте Маркова, Гергана Стратиева, Сергей Влахов, Венцеслав Константинов, Недялка Чакалова, Дани Чакалова, Петко Бочаров, Борис Мисирков и Теодора Джебарова.
За труда си Басат казва: „Повече от двайсет години аз скромно следвам по стъпките им едни от най-добрите ни преводачи, очарован от странния им занаят и любопитен към съдбите им. Искаше ми се да съхраня лицата и гласовете им, историите им – такива, каквито ги видях, чух и вписах.“
През 2015 г. в ИК „Гутенберг“ излиза книгата му „Българо-унгарски двуглас“ с потрети анкети на български преводачи на унгарска литература, в която са представени живеещите в Унгария д-р Тошо Дончев, Светла Кьосева и Габриела Хаджикостова и българските унгаристи проф. Чавдар Добрев, Юлия Димитрова, Иванка Павлова, Йонка Найденова, Стефка Хрусанова, Юлия Крумова, Мартин Христов, Нели Димова, Николай Бойков и Николина Атанасова – ин мемориам.

## Награди
- На 30 март 2009 г. от името на Фондация „Съкровищата на Панагирик“ и Съюза на преводачите в България Емил Басат получава литературната награда на името на Нешо Бончев за цялостен принос в утвърждаването на преводното дело в България и по случай своята 60-годишнина.[5]